# Марион (округ, Иллинойс)
Ма́рион (англ. Marion County) — округ в США, штате Иллинойс. Официально образован 13 января 1825 года. По состоянию на 2010 год, численность населения составляла 16 434 человека. Получил своё название в честь американского военного деятеля и участника Войны за независимость США Фрэнсиса Мэриона.

## География
По данным Бюро переписи США, общая площадь округа равняется 1 492,9 км², из которых 1 482,4 км² — суша, и 9,5 км², или 0,64 % — это водоёмы.

## Население
По данным переписи населения 2000 года в округе проживает 41 691 житель в составе 16 619 домашних хозяйств и 11 483 семей. Плотность населения составляет 28,00 человек на км2. На территории округа насчитывается 18 022 жилых строения, при плотности застройки около 12,00-ти строений на км2. Расовый состав населения: белые — 94,05 %, афроамериканцы — 3,83 %, коренные американцы (индейцы) — 0,22 %, азиаты — 0,57 %, гавайцы — 0,04 %, представители других рас — 0,22 %, представители двух или более рас — 1,07 %. Испаноязычные составляли 0,91 % населения независимо от расы.
В составе 31,40 % из общего числа домашних хозяйств проживают дети в возрасте до 18 лет, 53,30 % домашних хозяйств представляют собой супружеские пары, проживающие вместе, 11,60 % домашних хозяйств представляют собой одиноких женщин без супруга, 30,90 % домашних хозяйств не имеют отношения к семьям, 27,20 % домашних хозяйств состоят из одного человека, 13,50 % домашних хозяйств состоят из престарелых (65 лет и старше), проживающих в одиночестве. Средний размер домашнего хозяйства составляет 2,45 человека, и средний размер семьи 2,97 человека.
Возрастной состав округа: 25,50 % — моложе 18 лет, 8,10 % — от 18 до 24, 26,60 % — от 25 до 44, 23,30 % — от 45 до 64, и 23,30 % — от 65 и старше. Средний возраст жителя округа — 38 лет. На каждые 100 женщин приходится 93,00 мужчин. На каждые 100 женщин старше 18 лет приходится 88,50 мужчин.
Средний доход на домохозяйство в округе составлял 35 227 USD, на семью — 41 427 USD. Среднестатистический заработок мужчины был 31 459 USD против 21 967 USD для женщины. Доход на душу населения составлял 17 235 USD. Около 8,60 % семей и 11,30 % общего населения находились ниже черты бедности, в том числе — 16,70 % молодежи (тех, кому ещё не исполнилось 18 лет) и 8,60 % тех, кому было уже больше 65 лет.